# 針齒瘦獅子魚
針齒瘦獅子魚，為輻鰭魚綱鮋形目杜父魚亞目獅子魚科的其中一種，分布於西南太平洋紐西蘭Otago Canyons海域，棲息深度118-121公尺，體長可達8.7公分，為底棲性魚類，屬肉食性，生活習性不明。

## 擴展閱讀
維基物種上的相關：針齒瘦獅子魚